# Cattedrale di Montauban
La cattedrale di Nostra Signora dell'Assunzione (in francese: Cathédrale Notre-Dame-de-l'Assomption de Montauban) è il principale luogo di culto cattolico di Montauban, nel dipartimento del Tarn-et-Garonne. La chiesa, sede del vescovo di Montauban, è monumento storico di Francia dal 1875.

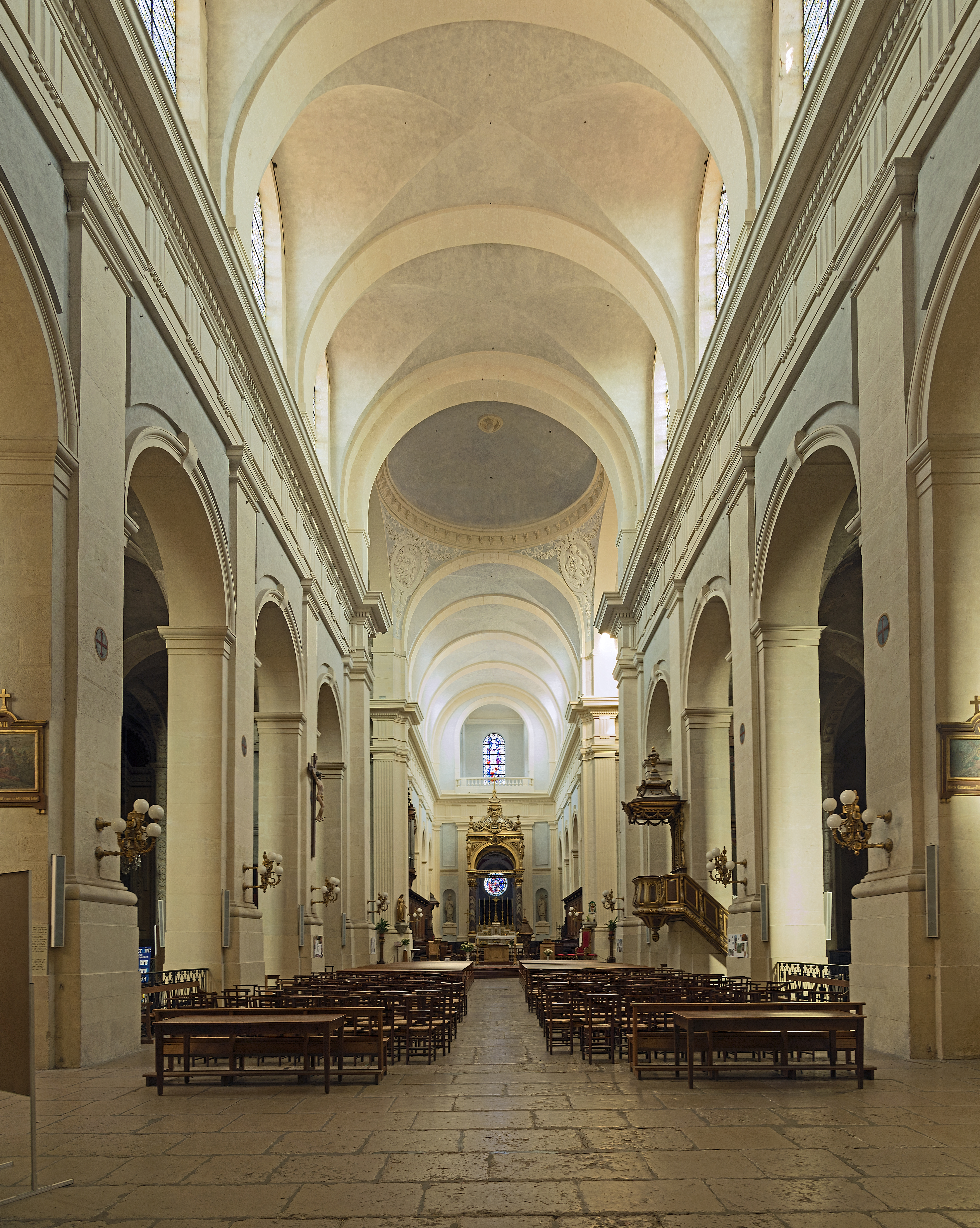
Vista dell'interno della navata centrale.
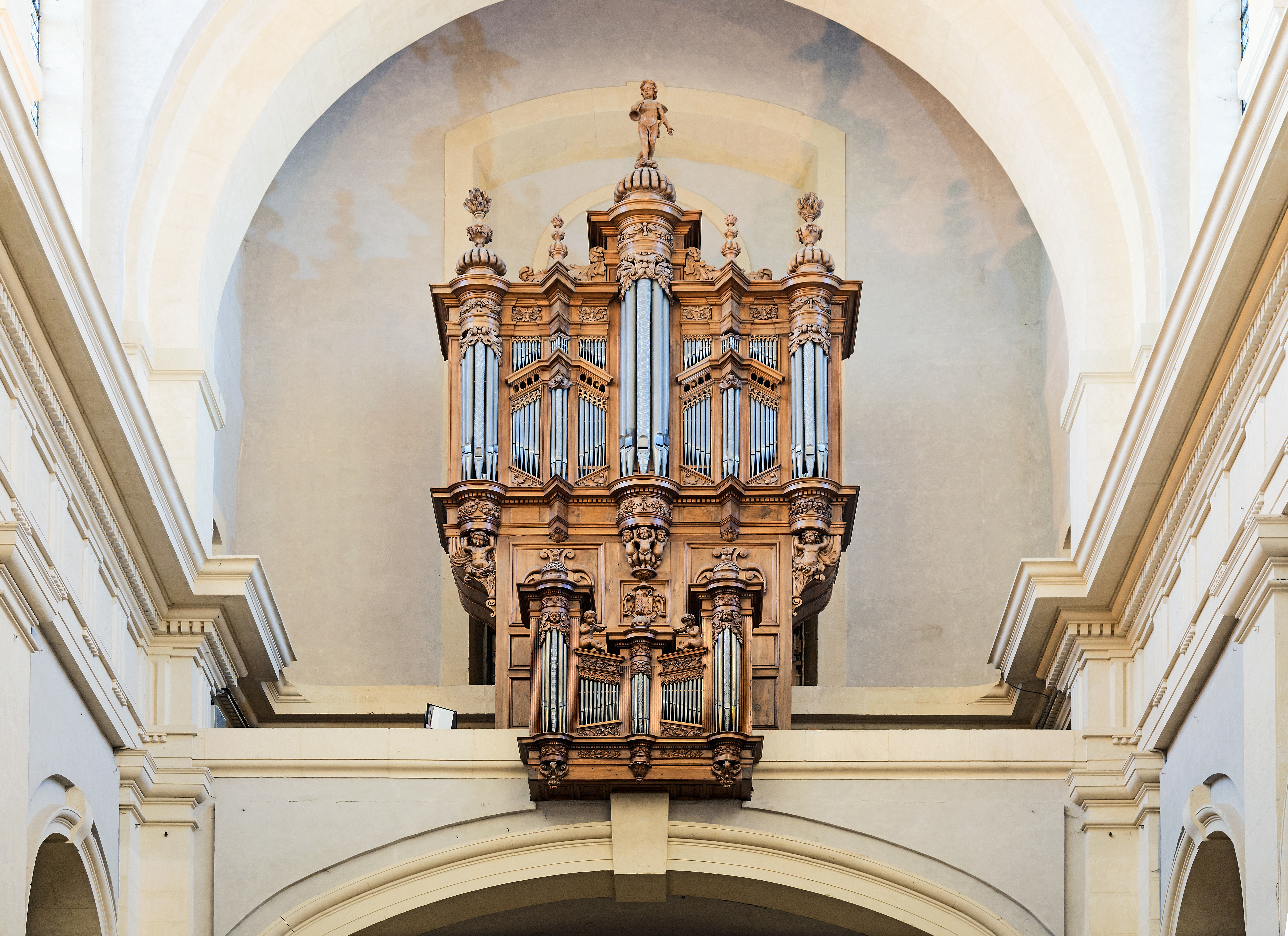
Organo
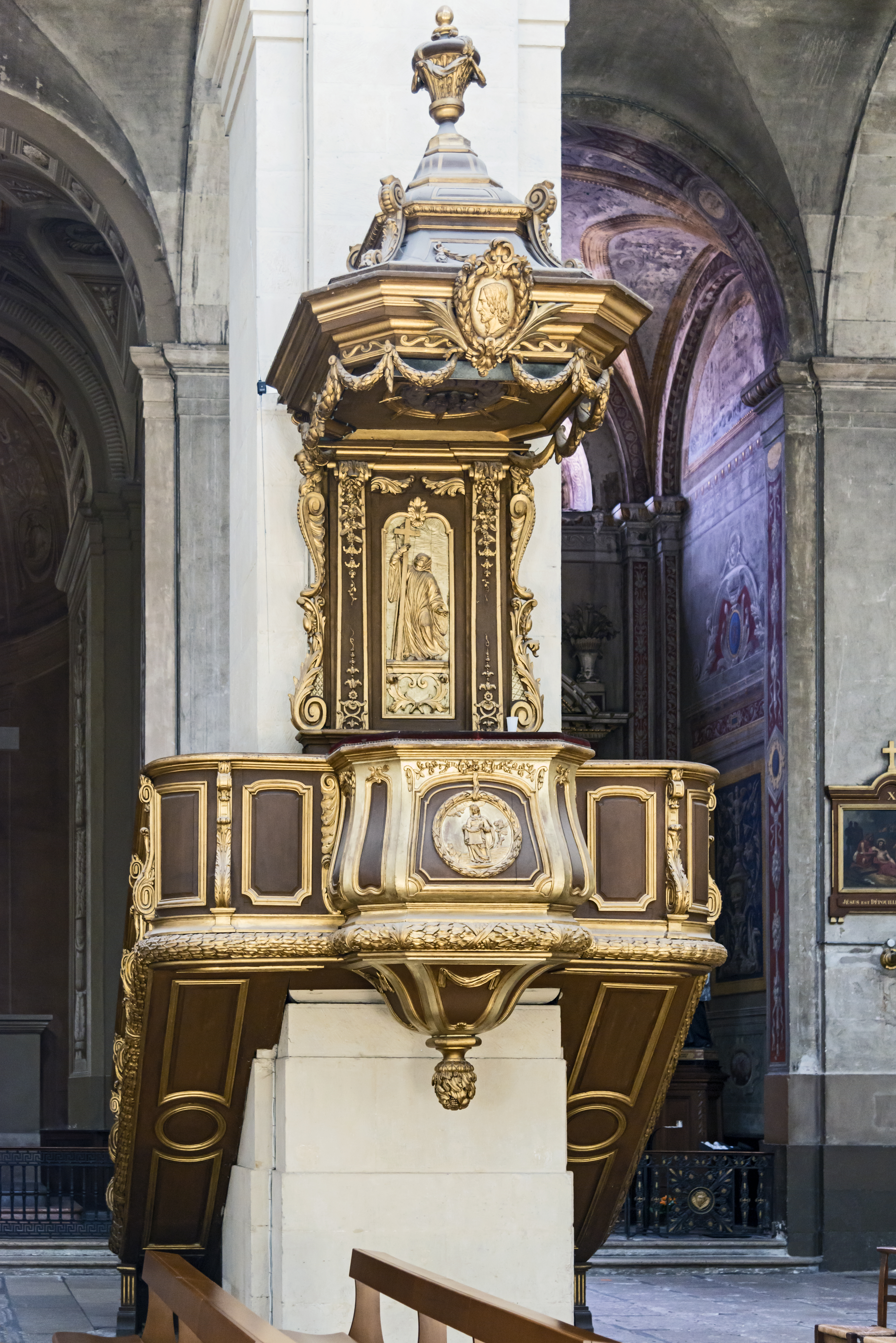
Pulpito